# Robert Rattelmeier
Die Firma Verkehrsunternehmen Robert Rattelmeier GmbH & Co. KG mit Sitz in Aurach im Landkreis Ansbach ist als Busunternehmen im Linienverkehr, Reiseverkehr und Buscharter tätig. Seit 1993 führt sie auch die Ansbacher Stadtlinien im Auftrag der Ansbacher Bäder-u.Verkehrs GmbH durch.

## Geschichte
Das Unternehmen wurde im Februar 1927 von Josef Bäumgärtner gegründet. 1933 übernahm Stiefsohn Franz Rattelmeier das Geschäft. 1969 erfolgte die Betriebsübergabe an Robert Rattelmeier senior, der in den folgenden Jahrzehnten den Betrieb weiter ausbaute. Von 2002-03/2017 führten Robert Rattelmeier senior und Robert Rattelmeier junior die Firmengeschäfte gemeinsam. Seit 03/2017 führt Robert Rattelmeier jun. die Firma alleine weiter. Prokura hat Levent Bütüner.

## Betrieb

### Linienverkehr Stadt Ansbach

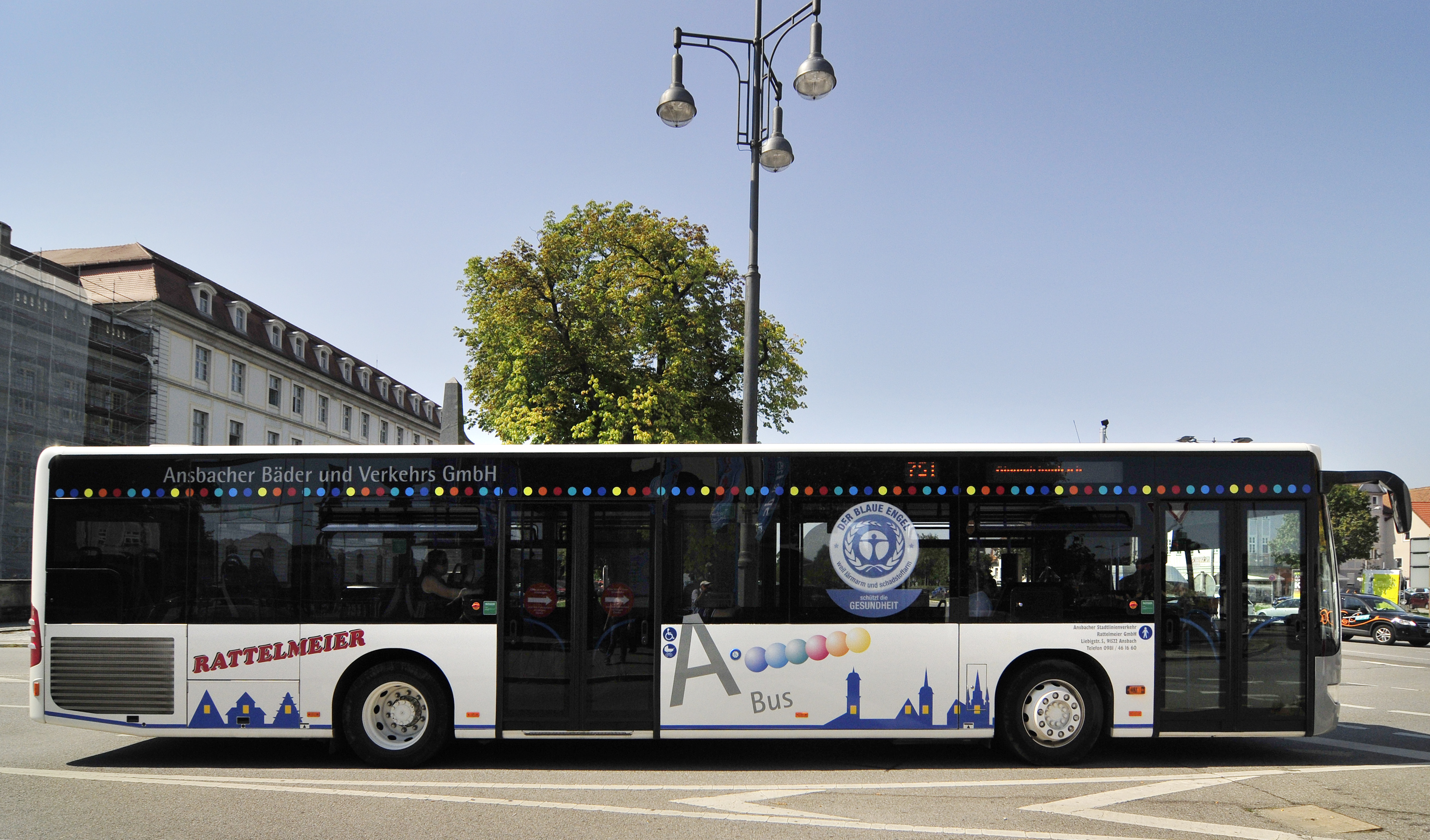
Stadtbus

Seit 1993 bedienen 15 Niederflurbusse insgesamt elf Strecken im Stadtgebiet Ansbach. Über 2 Millionen Fahrgäste werden im Stadtverkehr Ansbach jährlich befördert. Die Fahrzeuge sind nicht nur behindertengerecht mit Rampen für Rollstuhlfahrer, sondern auch mit modernster Umweltschutztechnik ausgestattet.

### Linienverkehr Landkreis Ansbach
Neben dem Stadtverkehr Ansbach bedient das Verkehrsunternehmen Robert Rattelmeier im Landkreis Ansbach in Zusammenarbeit mit der OVF-Nürnberg (teilweise):
- Linie 701: Ansbach–Dombühl
- Linie 803: Ansbach–Bechhofen
- Linie 805: Ansbach–Dinkelsbühl
- Linie 813: Dombühl–Dinkelsbühl
- Linie 822: Herrieden–Dentlein a.F.

### Reiseunternehmen
Das Unternehmen ist auch seit 1980 als Reiseunternehmen tätig und bietet Themenreisen und Städtereisen.

## Fuhrpark
Der Betriebshöfe von Rattelmeier befinden sich in Aurach und Ansbach-Elpersdorf. Im Fuhrpark befinden sich 32 Busse. Es überwiegt das Modell Citaro, Integro und Intouro von Mercedes-Benz.